# قانون الاتحاد السوفيتي

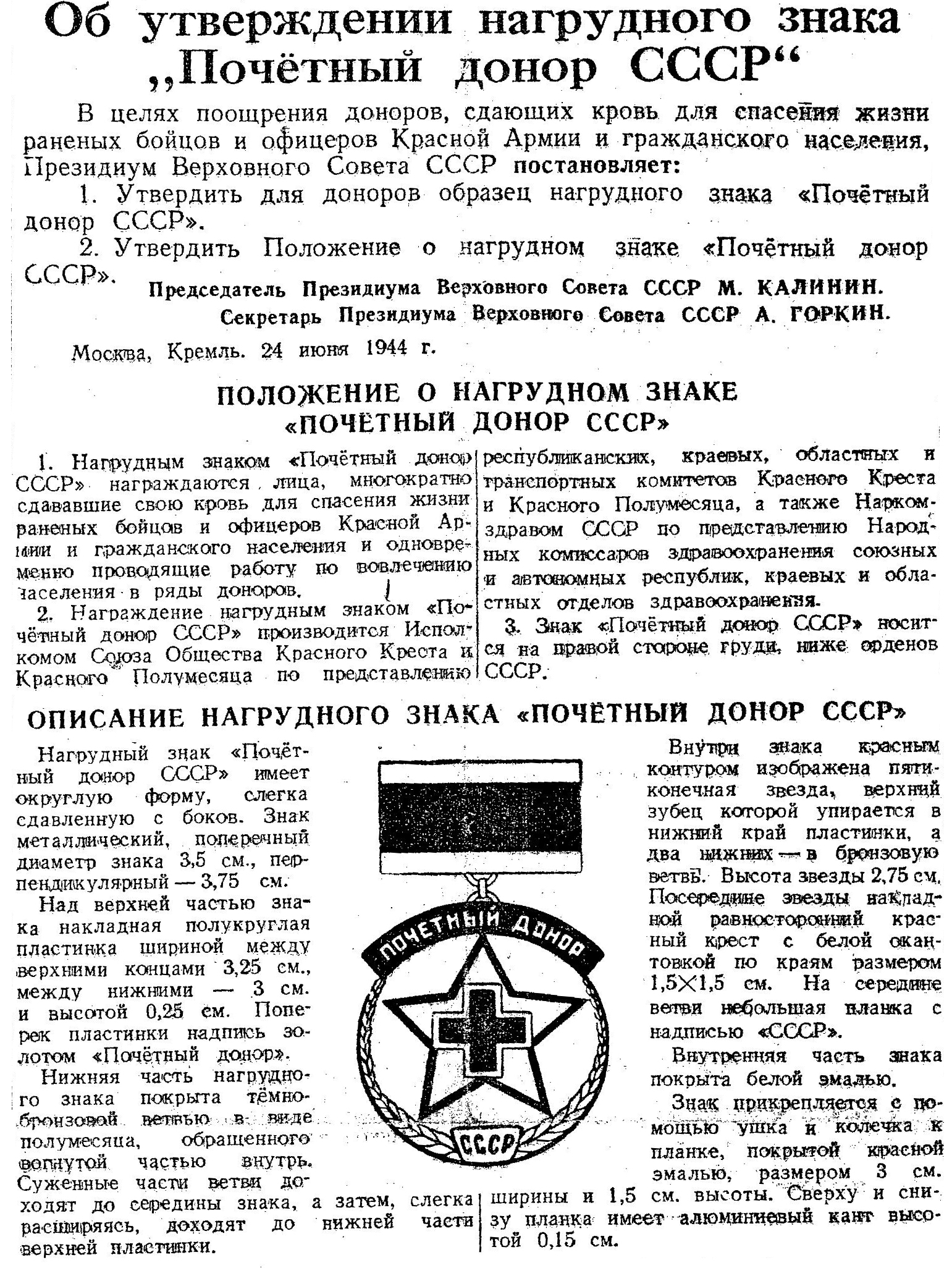
قانون الاتحاد السوفيتي

كان قانون الاتحاد السوفيتي هو القانون الذي تطور في الاتحاد السوفيتي (اتحاد الجمهوريات الاشتراكية السوفياتية) في أعقاب ثورة أكتوبر عام 1917. نُسخ معدلة من النظام القانوني السوفيتي تعمل في العديد من الدول الشيوعية بعد الحرب العالمية الثانية - بما في ذلك منغوليا وجمهورية الصين الشعبية ودول حلف وارسو في أوروبا الشرقية وكوبا وفيتنام.

## مفهوم القانون السوفياتي
كان القانون السوفييتي متجذرًا في القانون الروسي قبل الثورة والماركسية اللينينية. تضمنت تأثيرات ما قبل الثورة القانون البيزنطي والقانون المغولي والقانون الروسي الأرثوذكسي الكنسي والقانون الغربي. كان القانون الغربي غائبًا في الغالب حتى الإصلاح القضائي للإسكندر الثاني في عام 1864, قبل خمسة عقود من الثورة. على الرغم من ذلك، لم تكن سيادة القانون والمساواة أمام القانون مفاهيم معروفة جيدًا، ولم يكن القيصر ملتزمًا بالقانون، و «كانت للشرطة سلطة غير محدودة».
نظرت الماركسية اللينينية إلى القانون على أنه بنية فوقية في نموذج المجتمع الأساسي والبنية الفوقية. كان القانون "الرأسمالي" أداة "للسيطرة البرجوازية "وانعكاس للقيم البرجوازية". بما أن القانون كان أداة "للحفاظ على الهيمنة الطبقية", في مجتمع لا طبقي، سيختفي القانون حتمًا.
مثل جميع المؤسسات الحكومية الأخرى، كان القضاء رسميًا خاضعًا لمجلس السوفيات الأعلى للاتحاد السوفيتي.
في عام 1917, ألغت السلطات السوفيتية رسميًا جميع التشريعات القيصرية وأنشأت نظامًا قانونيًا اشتراكيًا. ووفقًا للناقد ريتشارد بايبس، فقد ألغى هذا النظام المفاهيم القانونية الغربية بما في ذلك سيادة القانون والحريات المدنية وحماية القانون وضمانات الملكية. على سبيل المثال، يمكن تفسير التربح على أنه نشاط مضاد للثورة يُعاقب عليه بالإعدام. ادعى المؤلفون السوفييت أنه تم إنشاء حكم قانون اشتراكي جديد يحمي الممتلكات الشخصية والحريات المدنية ويطور أساس حكم القانون الدولي.
تم ترحيل "الكولاك" في 1928-1931 ضمن شروط القانون المدني السوفيتي. بل إن بعض علماء القانون السوفييت أكدوا أن "القمع الإجرامي" يمكن تطبيقه في غياب الذنب".
حاولت إصلاحات الستينيات تحسين النظام القضائي وأنشطة المحاكم، واستعادة وتطوير العديد من المبادئ الديمقراطية وتفكيك المؤتمرات الخاصة الملحقة بوزارة الشؤون الداخلية في الاتحاد السوفياتي وفئات معينة من جرائم الدولة.

## هيكل المحكمة
تشمل القضايا الجنائية والمدنية السوفيتية محاكمات كانت «في المقام الأول [...] تحقيقًا رسميًا في حقيقة الادعاءات والدفوع المقدمة». كان القانون السوفيتي مشابهًا جدًا في هذا الصدد للقانون المدني للدول الأوروبية مثل فرنسا وألمانيا.

### محكمة مدنية
لم تستلزم إجراءات المحكمة المدنية السوفيتية درجة عالية من التدخل المادي. لم يكن هناك اعتقال أو اعتقال مفاجئ خلال مرحلة التحقيق الأولي. تم إجراء المحاكمة بالكامل من قبل محام، وإذا لزم الأمر، تم الحصول على وقف.

## حقوق الإنسان
في القانون السوفيتي، تم منح الحقوق من قبل الدولة، وبالتالي كانت تابعة للدولة. كانت الحقوق التزامات من قبل الدولة لسن قوانين من شأنها أن تضمن الفوائد للمواطنين. ومع ذلك، إذا فشلت الدولة في القيام بذلك، فلن يكون لدى المواطنين أي سبيل انتصاف قانوني. شدد القانون السوفيتي على الحقوق الاقتصادية والاجتماعية على الحقوق المدنية والسياسية. كرس دستور 1977 الحقوق في العمل والصحة والتعليم، ووسع حريات التعبير والصحافة والتجمع وغيرها.

## ملحوظات
1. ↑  Berman، H. J. (1948). "The Challenge of Soviet Law". Harvard Law Review. ج. 62 ع. 2: 220–265. DOI:10.2307/1336434. JSTOR:1336434.
2. ↑  Berman، H. J. (1948). "The Challenge of Soviet Law". Harvard Law Review. ج. 62 ع. 2: 220–265. DOI:10.2307/1336434. JSTOR:1336434.
3. ↑  Richard Pipes (1994) Russia Under the Bolshevik Regime. Vintage. (ردمك 0-679-76184-5)., pages 401–403.
4. ↑  A. K. Makhnenko (1976), The State Law of the Socialist Countries. Progress. (ردمك 0714707821)
5. 1 2  Richard Pipes Russia Under the Bolshevik Regime, Vintage books, Random House Inc., New York, 1995, (ردمك 0-394-50242-6), pages 402–403
6. ↑  Christopher Osakwe (1977) "Due Process of Law and Civil Right Cases in the Soviet Union", Soviet Law After Stalin..: The Citizen and the State in contemporary Soviet law. 1. Brill. (ردمك 9-028-60679-3), pages 179-222.
7. ↑  Berman، H. J. (2007). "The Comparison of Soviet and American Law". American Business Law Journal. ج. 1: 68–76. DOI:10.1111/j.1744-1714.1963.tb01183.x. مؤرشف من الأصل في 2016-03-14.
8. ↑  Berman، Harold J. (1 نوفمبر 1979). "American and Soviet Perspectives on Human Rights" (PDF). Worldview. ج. 22 ع. 11: 15–21. DOI:10.1017/S0084255900051330. ISSN:0084-2559. مؤرشف من الأصل (PDF) في 2012-04-04. اطلع عليه بتاريخ 2011-11-18.